# Théâtre de l'Œuvre

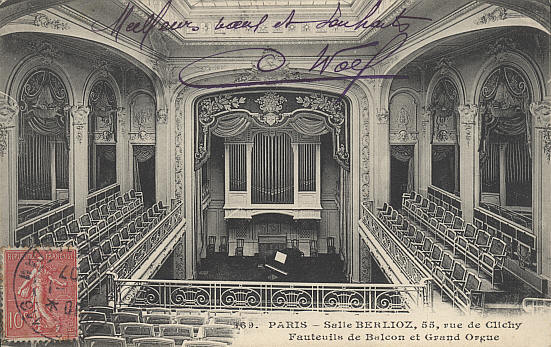
Salle Berlioz (dnes Théâtre de l'Œuvre) na dobové pohlednici (1907)

Théâtre de l'Œuvre je divadlo v Paříži v 9. obvodu. Založil je roku 1893 na Rue de Clichy č. 55 francouzský herec a divadelní podnikatel Aurélien François Marie Lugné-Poë (1869–1940) společně s Camillem Mauclairem, Mauricem Maeterlinckem a Édouardem Vuillardem jako dům umění, zaměřený na symbolismus v literatuře i výtvarném umění. Mělo tvořit opozici k naturalismu divadla Théâtre Antoine, kde Lugné-Poë začal svou kariéru. Od počátku zde byla uváděna díla mladých autorů Maurice Maeterlincka, André Gida, Paula Claudela, Émila Verhaerena, Fernanda Crommelyncka a dalších. Oficiální veřejnou premiéru zde měla roku 1896 hra Král Ubu Alfreda Jarryho s Gémierem v titulní roli. Ze zahraničních autorů uváděl Lugné-Poë např. Ibsena, Strindberga, Wilda, Syngeho, Gogola, později Shawa, Gorkého. Roku 1914 uvedl v budově Théâtre Antoine francouzskou premiéru Birinského hry Mumraj (La Danse des fous).
Divadlo si zachovalo významnou roli i po odchodu svého zakladatele do Avignonu v roce 1929 a zajímavou dramaturgií se vyznačuje i v současné době.